# Gushen
Gushen (en francès Guchen) és un municipi francès situat al departament dels Alts Pirineus i a la regió d'Occitània. Limita al nord amb Ancida, al nord-est amb Gredian, al sud-est amb Badús i Gusha, al sud-oest amb Vièla d'Aura i a l'oest amb Aulon.

## Demografia
| 1962                                       | 1968 | 1975 | 1982 | 1990 | 1999 | 2007 |
| ------------------------------------------ | ---- | ---- | ---- | ---- | ---- | ---- |
| 267                                        | 280  | 256  | 300  | 335  | 358  | 357  |
| Des de 1962: població sense dobles comptes |      |      |      |      |      |      |

## Administració
| Període   | Identitat     | Partit |
| --------- | ------------- | ------ |
| 1995-2001 | Alice Radonde |        |
| 2008-     | Michel Fort   |        |